# Don't Stop (álbum)
Don't Stop es el primer lanzamiento musical del cantante y músico británico de rock Billy Idol. Lanzado a finales de 1981, contó con los sencillos «Mony Mony» y «Dancing with Myself»; este último había sido ya un éxito con la antigua banda de Idol, Generation X. El EP llegó al puesto número 71 de la lista de álbumes Billboard 200, generando bastantes expectativas para el primer LP, Billy Idol, que se lanzaría al mercada el año siguiente.

## Lista de canciones
1. «Mony Mony» (Tommy James, Bo Gentry, Richie Cordell, Bobby Bloom) – 5:01
2. «Baby Talk» (Idol) – 3:14
3. «Untouchables» (Idol) – 3:39
4. «Dancing with Myself» (Idol, James) – 4:50

- La reedición de 1983 del álbum incluye una entrevista concedida por Billy Idol a Martha Quinn.